# ダンスマニア
ダンスマニア (英語：Dancemania) はユニバーサルミュージック（1996年の開始当初は東芝EMI→EMIミュージック・ジャパン）のUSMジャパンレーベル（1996年の開始当初はintercord Japan→i-Dance）より発売されているダンスコンピレーションアルバム。2013年12月現在で159枚のCD、1本のビデオカセットが発売されている。ダンスマニアは、メイン・シリーズ、サブ・シリーズ、スペシャル・シリーズ、タイアップ・シリーズ、トランス、アーティスト、ダンスマニアカバーズ、ビデオ・シリーズの8つのシリーズに分類されており、そのシリーズの中でも多種多様なミュージックカテゴリーに細分されている。
コナミの音楽ゲーム『ダンスダンスレボリューション』や『ダンスマニアックス』の楽曲収録元としても知られている。
東芝EMIで同シリーズを立ち上げたプロデューサーのSHIG FUJITAは、後にエイベックスに移籍して「ULTRA DANCE」シリーズなどを手がけるが、ダンスマニアシリーズほどの成功は収めていない。
2019年現在、新規リリースは停止されており公式サイトも閉鎖され、事実上シリーズは終了している。　

## 主なシリーズ
（2013年12月現在）
- メイン・シリーズ（36枚）
1～22（ただし11～19はX1～X9）の後、1～22までの中の人気曲を集めたBEST RED/BEST YELLOW(BESTの後はEX1～EX8に移行)及びEX9での人気投票で選ばれたTRE☆SURE、15周年として他レーベルを含めた90年代のダンスポップを集めたSPARKLE、SPARKLEと同じく他レーベルを含めた90年代のダンスヒットを集めたPARTYがある。
- サブ・シリーズ（65枚）
  - WINTERS（3枚）
  - SUMMERS（4枚）
  - SPEED（30枚）
通常版14枚（1～10、SPEED G2～5）、ベスト版4枚（BEST 2001、SPEED G、BEST OF HARDCORE、HAPPY SPEED）、企画版13枚（HAPPY RAVERS、TRANCE RAVERS、classical、SFX、Christmas、TV、classical2、刑事、アニメ、SPEEDRIVE、アニメ Newtype Edition、武勇伝、演歌）。
BEST 2001は1～5の、SPEED Gは1～10の、HAPPY SPEEDはG～G5およびclassical～武勇伝までの企画版を含めたそれぞれファン投票ベスト版。
  - BASS（12枚）
0～11。10はファン投票によるSUPER BEST、11はスタッフ選曲のHYPER BEST。
  - EURO MIX（3枚）
HAPPY PARADISEが2枚と、もう1枚はJ★PARADISE。
  - SUPER TECHNO（3枚）
1、2、およびBEST。
  - CLASSICS（11枚）
内訳はSUPER CLASSICSが4枚、CLUB CLASSICSと80'sが各2枚、後はSparkle CLASSICS(他レーベルを含めたベスト盤),EURO CLASSICSとCLASSICS。一部、ザッツユーロビートにも収録されている曲もある。
  - その他（3枚）
- スペシャル・シリーズ（9枚）
  - DELUX（6枚）
1～5、およびHYPER DELUX。
  - DIAMOND（2枚）
ノンストップ版と、それに収録された曲の原曲を収録したCOMPLETE EDITION。
  - EXTRA（1～10までの収録曲の中から人気曲を収録）
- タイアップ・シリーズ（26枚）
  - ダンスダンスレボリューションシリーズ（11枚）
2ndMIX～EXTREMEまでの各作品(2ndMIXはリニューアル版あり)とSOLO2000、Party Collection、FESTIVAL & STRIKE のサウンドトラック。なお、2ndMIXの物には初代の、SOLO2000の物にはSOLO BASS MIXの曲も収録されている。
  - ダンスマニアックスシリーズ（初代と2ndMIX系列の2枚）
  - ビートマニアシリーズ（5thMIX/6thMIXの2枚）
  - CLUBシリーズ（5枚）
  - ZIP Mania（8枚） （ZIP-FMとのタイアップ）
  - GIANTS mania （読売ジャイアンツとのタイアップ）
- トランス（9枚）
  - TRANCE MANIAが3枚、TRANCE Zが2枚、FantasiAが3枚、トランスシリーズのベストとしてSUPER TRANCE BEST。
- アーティスト（6枚）
- ダンスマニアカバーズ（3枚）
- ビデオ・シリーズ（1本）

## 主なアーティスト
- BUS STOP
- キャプテン・ジャック
- E-Rotic (en:E-Rotic)
- Me&My (en:Me & My)
- PAPAYA (en:Linnéa Handberg Lund)
- SMILE.dk (en:Smile.dk)
- X-TREME
- 2 アンリミテッド
- Joga (en:Joga)
- DJ Miko (en:DJ Miko)
- ジュディ・クリスタル
- マウロ・ファリーナ
- ジュリアーノクリヴェレンテ
- フロリアンファンディンガー
- F.C.F.
- THE FACTORY TEAM

## 作品

### メインシリーズ
|      | タイトル      | 発売日         | 規格品番   |
| ---- | ------------- | -------------- | ---------- |
| 1st  | Dancemania 1  | 1996年4月10日  | TOCP-4002  |
| 2nd  | Dancemania 2  | 1996年7月17日  | TOCP-4010  |
| 3rd  | Dancemania 3  | 1996年10月9日  | TOCP-4020  |
| 4th  | Dancemania 4  | 1997年1月16日  | TOCP-4030  |
| 5th  | Dancemania 5  | 1997年4月28日  | TOCP-4041  |
| 6th  | Dancemania 6  | 1997年7月16日  | TOCP-4050  |
| 7th  | Dancemania 7  | 1997年10月16日 | TOCP-4070  |
| 8th  | Dancemania 8  | 1998年1月16日  | TOCP-4080  |
| 9th  | Dancemania 9  | 1998年4月29日  | TOCP-4091  |
| 10th | Dancemania 10 | 1998年7月16日  | TOCP-4110  |
| 11th | Dancemania X1 | 1999年1月13日  | TOCP-64001 |
| 12th | Dancemania X2 | 1999年4月9日   | TOCP-64010 |
| 13th | Dancemania X3 | 1999年7月23日  | TOCP-64030 |
| 14th | Dancemania X4 | 1999年10月20日 | TOCP-64040 |
| 15th | Dancemania X5 | 2000年1月13日  | TOCP-64050 |
| 16th | Dancemania X6 | 2000年4月12日  | TOCP-64060 |
| 17th | Dancemania X7 | 2000年7月19日  | TOCP-64070 |
| 18th | Dancemania X8 | 2001年1月17日  | TOCP-64080 |
| 19th | Dancemania X9 | 2001年4月19日  | TOCP-64090 |
| 20th | Dancemania 20 | 2001年11月21日 | TOCP-64120 |
| 21st | Dancemania 21 | 2002年1月30日  | TOCP-64130 |
| 22nd | Dancemania 22 | 2002年4月26日  | TOCP-64140 |

## DancemaniaSPEEDシリーズの主なアーティスト
- ナンシー・アンド・ザ・ボーイズ
- CJ CREW
- DJ SPEEDO
- EXTRA TERRA SOUND
- HARDCORE SYNTH ORCHESTRA
- HANNA
- JENNY ROM (en:Jenny Rom)
- JOHN DESIRE
- TOMMY B.
- WILDSIDE
- ROSE

ハッピーハードコア系
- DJ BRISK
- DJ FADE
- DJ KAMBELvsMC MAGIKA
- DJ STOMPY
- DOUBLE DUTCH
- EUPHORIA
- VAGAVOND
- DJ HAM
- SOUND ASASSINS

## ダンスマニア･クルー
- FASTFORWARD
- MST(KOTARO CHUGANJI､TAKAHIRO TASHIRO 松本みつぐ)
- IMAGINE
- KCP(MOMO)
- B4 ZA BEAT
- Y&Co.
- DJ WALL 5
- LEMONED KIDS
- K.O.G
- DJ NIKAIDO
- 磯村英司
- PARATONE
- PCM(Solo 2000)リミキサー